# Villa Turco, Zamboni
La Villa Turco, Zamboni è una villa veneta risalente al XVI secolo. Essa si trova nel comune di Negrar (in località Arbizzano), in Valpolicella, nella provincia di Verona. 
Il palazzo presenta un corpo mediano di altezza leggermente maggiore rispetto a quelli laterali. Al piano terra è presente uno spazioso portico a tre arcate a tutto sesto.
Fu oggetto di restauri diretti dal soprintendente Antonio Avena che attribuì alcuni affreschi a Battista del Moro.